# Brandon Williams (homme politique)
Pour les articles homonymes, voir Brandon Williams.
Brandon McDonald Williams, né le 22 mai 1967 à Dallas, est un homme politique américain. Membre du Parti républicain, il représente le vingt-deuxième district congressionnel de New York à la Chambre des représentants des États-Unis de 2023 à 2025.

## Vie privée
Williams est un résident d'Auburn où il vit avec sa femme Stephanie et ses deux enfants.